# Graceful Family
Graceful Family (Hangul: 우아한 가; Hanja: 優雅한 家; RR: Uahan Ga), es una serie de televisión surcoreana transmitida del 21 de agosto de 2019 hasta el 17 de octubre de 2019, a través de MBN y Dramax.

## Sinopsis
Mo Seok-hee, es una joven heredera del imperio "MC Group", la corporación principal del país. Su abuelo es el fundador y accionista mayoritario y su padre es el presidente del grupo. Siendo pequeña Seok-hee es obligada por su padre a ir a los Estados Unidos después del asesinato de su madre, Ahn Jae-rim. 15 años después, Seok-hee ahora es una mujer inteligente, dura, arrogante y con una fuerte personalidad que en realidad esconde su bondad y sufrimiento por la muerte de su madre.
Por otro lado Heo Yoon-do, es un humilde abogado que vive por la justicia y el amor a la gente, pero no tiene oficina ni clientes. A pesar de esto, Yoon-do trabaja ayudando a los residentes de su vecindario en una oficina improvisada en el restaurante de su padre adoptivo.
Después de regresar a Corea del Sur para ver a su abuelo quien se encuentra hospitalizado y en coma en una instalación propiedad de MC Group en Seúl, Seok-hee conoce a Yoon-do en una estación de policía y decide contratarlo como su abogado, por lo que comienza a trabajar para "TOP Team", el equipo de MC Group encargado de gestionar los asuntos de la familia Mo, lo cual incluye esconder los delitos menores cometidos por sus integrantes.
El "TOP Team" es dirigido por Han Je-gook, una exjueza que era conocida por ser justa e incorruptible. Sin embargo después de juzgar un caso contra MC Group, sufre represalias y es trasladada a un tribunal en una zona rural, decepcionada por lo sucedido, Je-gook decide trabajar para la corporación y termina convirtiéndose en una mujer ambiciosa y traicionera cuyo único objetivo es el de controlar la empresa y a la sociedad política y económica de Corea del Sur. Como encargada de TOP, Je-kook intenta descubrir el comportamiento inmoral e ilegal de la familia Mo, así como el de los poderosos y ricos coreanos para chantajearlos o destruirlos.
Financieramente Seok-hee no quiere nada, lo único que la obsesiona es descubrir cómo y quién fue el responsable de la muerte de su madre. Mientras investigan, tanto Seok-hee como Yoon-do descubren que la madre de Yoon-do fue acusada del asesinato de Jae-rim. Convencidos de que la madre de Yoon-do fue falsamente incriminada, deciden unirse y revelar el misterio que rodea el asesinato de Jae-rim y los secretos que esconden tanto Je-gook como TOP, quienes a su vez siguen órdenes para hacer todo lo posible y evitar que descubran la verdad.

## Reparto[2]

### Personajes principales[3]
| Actor                      | Personaje                 | Nº de episodios | Notas |
| -------------------------- | ------------------------- | --------------- | --- |
| Im Soo-hyang Shin Soo-yeon | Mo Seok-hee               | 16              | Es la arrogante hija del sucesor del grupo "MC Group", que se encuentra en una misión secreta por descubrir al responsable del asesinato de su madre 15 años atrás. Es la hermana de Mo Wan-soo, Mo Wan-soo y Mo Seo-jin. Cuando conoce a Heo Yoon-do lo contrata como su abogado y juntos intentan descubrir la verdad sobre la muerte de su madre y detener la corrupción dentro de su familia. |
| Lee Jang-woo Kim Do-yeob   | Heo Yoon-do / Park Tae-ho | 16              | Es un humilde abogado que carece de conexiones para continuar su carrera y trabaja resolviendo pequeños problemas de su vecindario en el restaurante que alquila su padre. Luego de ser contratado por Mo Seok-hee, comienza a trabajar para el equipo "TOP". |
| Bae Jong-ok                | Han Je-gook               | 16              | Es la peligrosa jefa del equipo "TOP" dentro de "MC Group", así como la encargada de encubrir comportamientos inmorales o ilegales realizados por la familia. En el pasado fue una mujer honesta, pero luego de sufrir el poder de la compañía decide unirse a ellos y termina convirtiéndose en una mujer avariciosa.                                                                            |

### Personajes secundarios
| Actor                     | Personaje          | N.º de episodios | Notas |
| ------------------------- | ------------------ | ---------------- | --- |
| Lee Kyu-han Han Chang-min | Mo Wan-soo         | -                | Es el hijo mayor del sucesor del grupo "MC Group" y un director de cine. Es el hermano de Mo Seok-hee, Mo Wan-soo y Mo Seo-jin. Creció siendo constantemente comparado con su hermano menor, Wan-joon. Su deseo de convertirse en el sucesor comienza a crecer.                              |
| Kim Jin-woo               | Mo Wan-joon        | -                | Es el segundo hijo del sucesor del grupo "MC Group", así como el director representante de la subsidiaria "Green Technology". Es el hermano de Mo Seok-hee, Mo Wan-soo y Mo Seo-jin. Es adicto al trabajo, cuyas ambiciones son tan grandes como su éxito.                                   |
| Jeon Jin-seo              | Mo Seo-jin         | -                | Es el hijo menor del sucesor del grupo "MC Group", así como el hermano de Mo Seok-hee, Mo Wan-soo y Mo Wan-soo. |
| Jeon Gook-hwan            | Mo Wang-pyo        | -                | Es el padre de Mo Cheol-hee y fundador de "MC Group". |
| Jung Won-joong            | Mo Cheol-hee       | -                | Es el presidente de la corporación "MC Group". |
| Park Hye-na               | Ahn Jae-rim        | -                | Es la primera esposa de Mo Cheol-hee y madre de Mo Seok-hee, su muerte hace 15 años ocaisona que Seok-hee intente investigar y encontrar al responsable. |
| Moon Hee-kyung            | Ha Young-seo       | -                | Es la segunda esposa de Mo Cheol-hee y madre de Mo Wan-joon, en el pasado trabajó como enfermera. Mientras trabajaba como enfermera exclusiva de "MC Group", sedujo a Cheol-hee y se convirtió en su nueva esósa. Tiene el objetivo de convertir a su hijo Wan-joon en el siguiente sucesor. |
| Oh Seung-eun              | Choi Na-ri         | -                | Es la tercera esposa de Mo Cheol-hee y una actriz. |
| Gong Hyun-joo             | Baek Soo-jin       | -                | Es la esposa de Mo Wan-joon y la hija de un funcionario de alto rango. Es una mujer que se rige por las reglas y criada bajo un hogar estricto. Quiere divorciarse de Wan-joon después de convertirlo en el sucesor.                                                                         |
| Jung Hye-in               | Lee Kyung-ah       | -                | Es la jefa de creación de imágenes del equipo TOP y ex periodista. |
| Kwon Hyuk-hyun            | Kwon Joon-hyuk     | -                | Es el jefe de guardaespaldas del equipo TOP y un exmiembro de las Fuerzas Especiales. |
| Park Young-rin            | Hwang-bo Joo-young | -                | Es la jefa de inteligencia del equipo TOP y una ex hacker. |
| Kim Yoon-seo              | Oh Kwang-mi        | -                | Es una fotógrafa de "News Patch". |
| Park Chul-min             | Kim Bu-ki          | -                | Es un reportero de "News Patch". |
| Jo Kyung-sook             | Im Soon            | -                | Es la madre biológica de Heo Yoon-do. |
| Park Sang-myun            | Heo Jang-soo       | -                | Es el padre adoptivo de Heo Yoon-do. |
| Jang Seo-kyung            | Go Eun-ji          | -                | Es la amiga de Heo Yoon-do. |
| Jung Ho-bin               | Joo Hyung-il       | -                | Es el fiscal en jefe de distrito y el padre de Joo Tae-hyeong. |
| Hyun Woo-sung             | Joo Tae-hyeong     | -                | Es un fiscal de élite y el hijo de Joo Hyung-il. |
| Kim Chul-ki               | Yoon Sang-won      | -                | Es el jefe del bufete de abogados "TOP". |
| Son Jin-hwan              | Mr. Yoon           | -                | Es un abogado y la mano derecha de Mo Wang-pyo. |
| Park Hyun-sook            | Jung Yoon-ja       | -                | Es la mucama de Mo Wang-pyo. |
| Na In-gyu                 | Detective Oh       | -                | Es un detective criminal. |

### Otros personajes
| Actor          | Personaje   | Episodio(s) donde apareció | Notas                                |
| -------------- | ----------- | -------------------------- | ------------------------------------ |
| Carson Allen   | Jennifer    | 1                          | Es la amiga de Mo Seok-hee.          |
| Kim Jung-seok  | Kim Doo-man | 1-2                        | Es un protestador.                   |
| Min Joon-hyun  | -           | 2                          | Es el CEO de "Korean Search Engine". |
| Ahn Soo-ho     | -           | 2-3                        | Es el tío de Heo Yoon-do.            |
| Hwang Bo-mi    | -           | 2, 4                       | Es una presentadora de noticias.     |
| Choi Bum-ho    | -           | 3-4                        | Es el ministro de territorios.       |
| Park Yong      | -           | 4                          | Es un auditor.                       |
| Jung Dong-gyu  | -           | 5                          | Es un accionista de "MC Group".      |
| Park Jin-young | -           | 16                         | Es un juez.                          |
| Kim Mi-hye     | -           | -                          | Es una presentadora de noticias.     |
| Han Mi-jin     | -           | -                          | Es una mucama.                       |
| Lee Jae-woo    | -           | -                          | Es un chef.                          |
| Park Sang-hyun | -           | -                          | Es una empleada del hospital.        |

### Apariciones especiales
| Actor     | Personaje | Episodio(s) donde apareció | Notas                                          |
| --------- | --------- | -------------------------- | ---------------------------------------------- |
| Moon Sook | -         | 4, 16                      | Es una prestamista conocida como "Milk Witch". |

## Episodios
La serie estuvo conformada por dieciséis episodios, los cuales fueron emitidos todos los miércoles y jueves a las 23:00 (KST).

### Ratings
Los números en color rojo indican las calificaciones más bajas, mientras que los números en azul indican las calificaciones más altas.
| Episodio | Fecha de emisión         | Participación promedio de audiencia | Participación promedio de audiencia |
| Episodio | Fecha de emisión         | Nacional                            | Seúl                                |
| -------- | ------------------------ | ----------------------------------- | ----------------------------------- |
| 1        | 21 de agosto de 2019     | 2.689% (NR)                         | N/A                                 |
| 2        | 22 de agosto de 2019     | 1.828% (NR)                         | N/A                                 |
| 3        | 28 de septiembre de 2019 | 2.720% (NR)                         | N/A                                 |
| 4        | 29 de septiembre de 2019 | 2.899% (NR)                         | N/A                                 |
| 5        | 4 de septiembre de 2019  | 3.700% (6.ª)                        | 3.408% (8.ª)                        |
| 6        | 5 de septiembre de 2019  | 2.074% (NR)                         | N/A                                 |
| 7        | 18 de septiembre de 2019 | 4.322% (4.ª)                        | 4.319% (3.ª)                        |
| 8        | 19 de septiembre de 2019 | 3.653% (NR)                         | 3.784% (8.ª)                        |
| 9        | 25 de septiembre de 2019 | 5.205% (2.ª)                        | 5.608% (1.ª)                        |
| 10       | 26 de septiembre de 2019 | 5.284% (2.ª)                        | 5.585% (2.ª)                        |
| 11       | 2 de octubre de 2019     | 7.125% (1.ª)                        | 7.432% (1.ª)                        |
| 12       | 3 de octubre de 2019     | 6.556% (2.ª)                        | 6.945% (1.ª)                        |
| 13       | 9 de octubre de 2019     | 7.316% (1.ª)                        | 7.808% (1.ª)                        |
| 14       | 10 de octubre de 2019    | 6.974% (1.ª)                        | 7.559% (1.ª)                        |
| 15       | 16 de octubre de 2019    | 7.981% (1.ª)                        | 8.405% (1.ª)                        |
| 16       | 17 de octubre de 2019    | 8.478% (1.ª)                        | 8.305% (1.ª)                        |
| Promedio | Promedio                 | 4.925%                              | —                                   |

## Música
El OST de la serie está conformado por las siguientes canciones:

### Parte 1
| No. | Intérprete    | Canción                 | Letra | Música | Duración |
| --- | ------------- | ----------------------- | ----- | ------ | -------- |
| 1   | Lim Jeong-hee | "Black Diamond"         | -     | -      | -        |
| 2   |               | "Black Diamond" (Ints.) | -     | -      | -        |

### Parte 2
| No. | Intérprete             | Canción        | Letra | Música | Duración |
| --- | ---------------------- | -------------- | ----- | ------ | -------- |
| 1   | Da Eon (다언)          | "Liar"         | -     | -      | -        |
| 2   | Kim Jong-chun (김종천) | "Prologue"     | -     | -      | -        |
| 3   | Kim Jong-chun          | "The Race"     | -     | -      | -        |
| 4   | Da Eon                 | "Liar" (Inst.) | -     | -      | -        |

### Parte 3
| No. | Intérprete   | Canción  | Letra | Música | Duración |
| --- | ------------ | -------- | ----- | ------ | -------- |
| 1   | Cheon Dan-bi | "Return" | -     | -      | -        |
| 2   |              | "Return" | -     | -      | -        |

### Parte 4
| No. | Intérpretes      | Canción                                 | Letra | Música | Duración |
| --- | ---------------- | --------------------------------------- | ----- | ------ | -------- |
| 1   | Honey G (허니지) | "Gravity" (내 모든순간을 너와 함께할게) | -     | -      | -        |
| 2   |                  | "Gravity" (Inst.)                       | -     | -      | -        |

### Parte 5
| No. | Intérpretes                                  | Canción                           | Letra | Música | Duración |
| --- | -------------------------------------------- | --------------------------------- | ----- | ------ | -------- |
| 1   | Gi Da-on (기다온)                            | "Again"                           | -     | -      | -        |
| 2   | Gi Da-on                                     | "Again" (Inst.)                   | -     | -      | -        |
| 3   | Kim Jong-chun (김종천)                       | "Prologue" (Inst.)                | -     | -      | -        |
| 4   | Kim Jong-chun                                | "Prologue" (variación de tensión) | -     | -      | -        |
| 5   | Kim Jong-chun y Ahn Eun-joo (안은주)         | "Prologue" (tarareo)              | -     | -      | -        |
| 6   | Seo Hyun-il (서현일) y Min Ji-young (민지영) | "Dark Side"                       | -     | -      | -        |
| 7   | Hong Dong-pyo (홍동표)                       | "Elegant Moments"                 | -     | -      | -        |
| 8   | Jun Jong-uhn (전종언)                        | "Elegant Tension"                 | -     | -      | -        |
| 9   | Lee Hee-sun (이희선)                         | "Perfect Tension"                 | -     | -      | -        |
| 10  | Jung Seung-eun (정승은)                      | "Revenge"                         | -     | -      | -        |
| 11  | Yang Sung-ho (양성호)                        | "Sneak"                           | -     | -      | -        |
| 12  | Seo Hyun-il, Min Ji-young y Kim Jong-chun    | "The Game Changer"                | -     | -      | -        |
| 13  | Kim Eun-sung (김은성) y Kim Jong-chun        | "Mercy"                           | -     | -      | -        |
| 14  | Kim Jong-chun                                | "Inversion"                       | -     | -      | -        |
| 15  | Kim Jong-chun                                | "Let's Dance"                     | -     | -      | -        |
| 16  | Kim Jong-chun                                | "Top Team Theme"                  | -     | -      | -        |
| 17  | Kim Jong-chun                                | "Reunion"                         | -     | -      | -        |
| 18  | Kim Jong-chun                                | "Sad Violin"                      | -     | -      | -        |
| 19  | Kim Jong-chun                                | "Dark Designs"                    | -     | -      | -        |
| 20  | Kim Jong-chun                                | "Shadow of the Empire"            | -     | -      | -        |
| 21  | Kim Jong-chun                                | "Justice"                         | -     | -      | -        |
| 22  | Kim Jong-chun                                | "Assumed Evil"                    | -     | -      | -        |
| 23  | Kim Jong-chun                                | "Si Vis Vitam, Para Mortem"       | -     | -      | -        |
| 24  | Kim Jong-chun                                | "Epilogue"                        | -     | -      | -        |

## Producción
La serie fue creada por MBN, Dramax y Production plan. También es conocida como Elegant Family.
En la dirección contó con Han Cheol-soo (한철수), quien obtuvo el apoyo del guionista Kwon Min-soo (권민수). Mientras que la producción estuvo en manos de Han Cheol-soo y Yuk Jeong-yong. También contó con el compositor Kim Jong-chun (김종천).
La serie contó con el apoyo de la compañía de producción Samhwa Networks.

### Recepción
La serie recibió elogios de la crítica, también se convirtió en el drama de mayor audiencia en la historia de la cadena MBN, incluso antes de llegar a la mitad de su transmisión. A su estreno, la serie atrajo la atención debido a las actuaciones de calidad de sus actores y actrices, el guion y la producción de la drama.
Debido al éxito de la serie, al finalizar tanto el elenco como el equipo de producción planearon un viaje a Nha Trang, Vietnam del 21 al 25 de octubre de 2019 para sus vacaciones de recompensa.

### Distribución internacional
El periódico Maeil Business informó que el drama se vendió a emisoras de Malasia, Indonesia, Filipinas, Taiwán, Hong Kong, Tailandia, Vietnam, Myanmar y América del Norte y del Sur.
| País      | Cadena(s)   | Fecha de emisión (horario) | Notas |
| --------- | ----------- | -------------------------- | ----- |
| Filipinas | K-Plus UNTV | 2019 2021                  |       |
| Indonesia | K-Plus      | 2019                       |       |
| Malasia   | K-Plus      | 2019                       |       |
| Myanmar   | Sky Net     | 2019                       |       |